# Jan Neruda

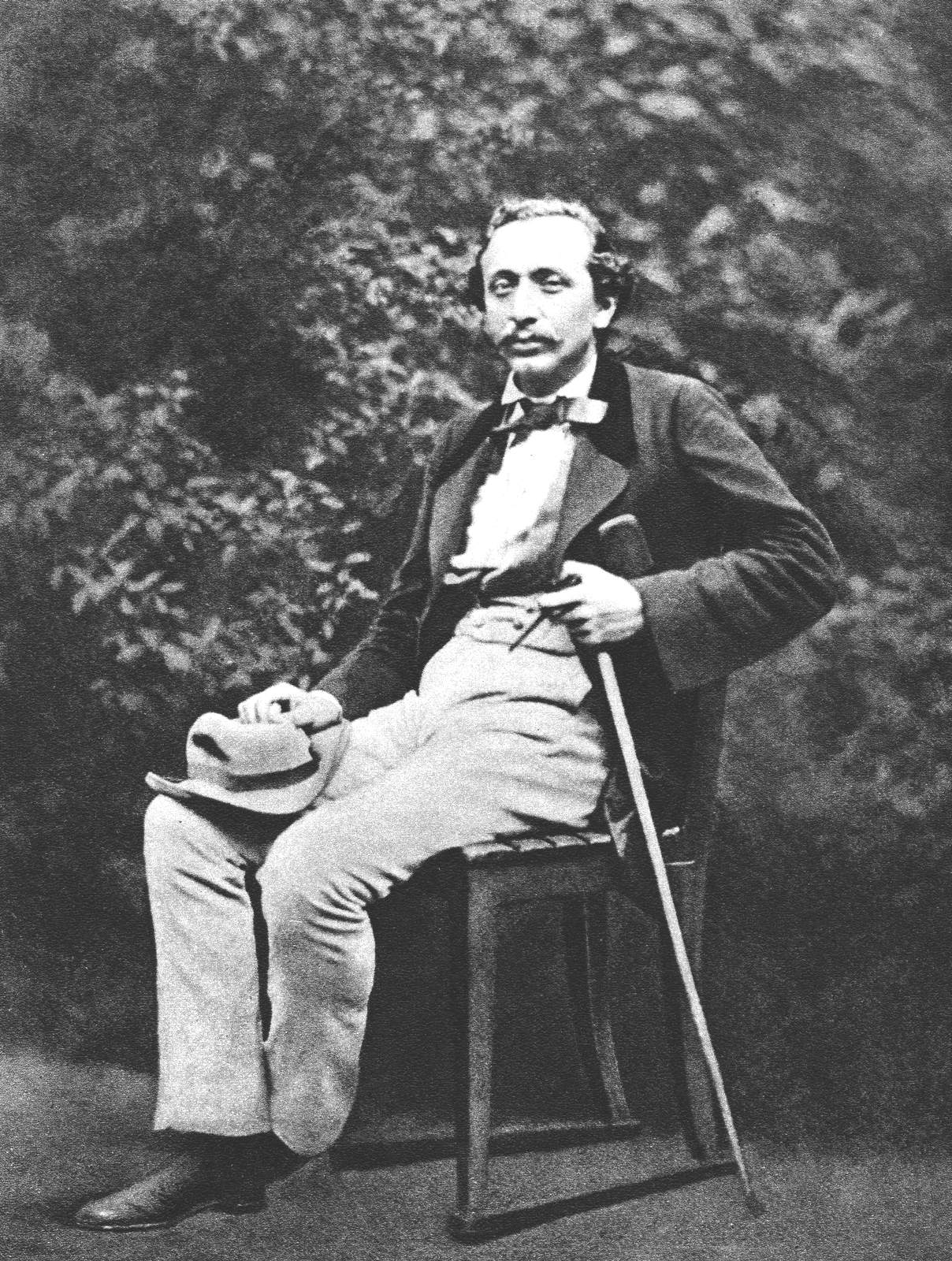
Jan Neruda

Jan (Nepomuk) Neruda (* 9. Juli 1834 in Prag, Kaisertum Österreich; † 22. August 1891 ebenda) war ein böhmischer Journalist und Schriftsteller.

## Leben
Geboren wurde Neruda auf der Prager Kleinseite in der steil ansteigenden Spornergasse Nr. 233 in dem Haus zu den zwei Sonnen als Sohn eines Kleinhändlers. Seine Mutter Barbora Nerudová (1795–1869) war die langjährige Haushälterin des Geologen Joachim Barrande. Die Spornergasse wurde später nach ihm in Nerudova ulice umbenannt. Dort verbrachte Jan Neruda mit Unterbrechungen fast sein gesamtes Leben. Obwohl aus einfachen Verhältnissen stammend, absolvierte er seit 1845 ein Akademisches Gymnasium und studierte einige Semester an der philosophischen Fakultät der Karls-Universität Prag, arbeitete vorübergehend als Lehrer und bei Tageszeitungen. Ab 1856 war er Mitarbeiter des deutschsprachigen Tagesboten aus Böhmen, ab 1865 bis 1891 Redakteur der bedeutenden liberalen tschechischen Zeitung Národní listy, später bei Bilder der Heimat (Obrazy domova) und der Zeit (Čas). Er war Mitbegründer der literarischen Zeitschriften Květy und Lumír und der Lyrikreihe Poetické besedy. Seit Ende der fünfziger Jahre des 19. Jahrhunderts stand er im Zentrum des tschechischen kulturellen Lebens, geriet aber in den 1880er Jahren, schwer erkrankt, zunehmend in Vereinsamung und wirtschaftliche Not.

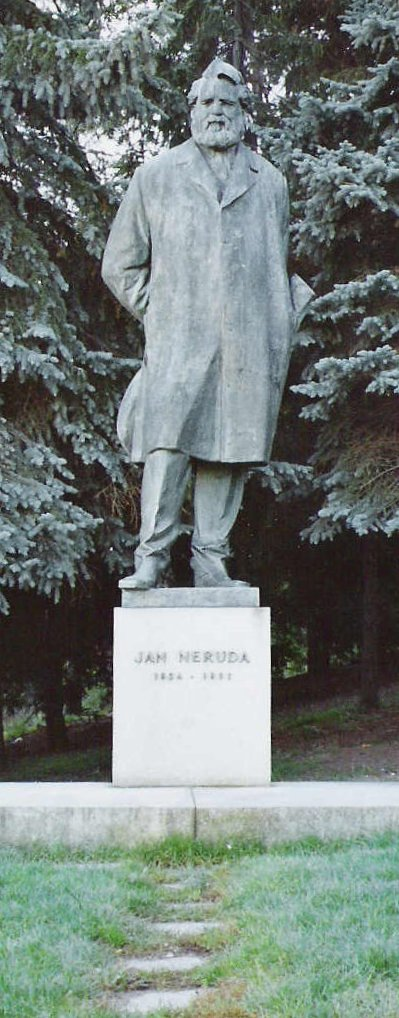
Neruda-Denkmal am Karlsplatz (Prag)

Jan Neruda schrieb im Lauf seines Lebens über 2000 Feuilletons, veröffentlichte Gedichte, Dramen, Reisebeschreibungen, Kunstkritiken, sympathisierte mit der Künstlergruppe Májovci, fühlte sich der Aufgabe der tschechischen nationalen Wiedergeburt verbunden und schätzte die Romane seines Zeitgenossen Jules Verne. 1871 wurde er von nicht näher bekannten Institutionen als Verräter der Nation bezeichnet, verließ Prag und reiste durch andere Länder der Monarchie Österreich-Ungarn, kam nach Wien und Graz und war in Deutschland, Frankreich, Ungarn, Italien, Griechenland und Ägypten, wie seinen Reiseberichten aus dieser Zeit zu entnehmen ist, die ein interessantes Zeugnis über sein Leben und die zeitgenössische Gesellschaft darstellen.
Jan Neruda blieb unverheiratet, widmete jedoch seiner ersten Jugendliebe Anna Holinová viele seiner Liebesgedichte. Eine weitere Liebe war die verehelichte Schriftstellerin Karolína Světlá, die er als ideelle Frau bezeichnete. Seine dritte von ihm geliebte Frau, der er mehrere seiner Publikationen widmete, war Terezie Marie Macháčková (1847–1863), Tochter des Beamten und Politikers Josef Macháček, die nach kurzer Bekanntschaft starb. Im Alter von 50 Jahren soll er sich in ein junges Mädchen namens Božena verliebt haben.
Da sich Neruda zeit seines Lebens verkannt fühlte, entwickelte sich bei ihm eine ablehnende Haltung gegenüber seinen Mitmenschen, die durch eine schwere Erkrankung verstärkt wurde. Er hatte Alkoholprobleme und lebte sein ganzes Leben lang in wirtschaftlich bedrängten Verhältnissen.

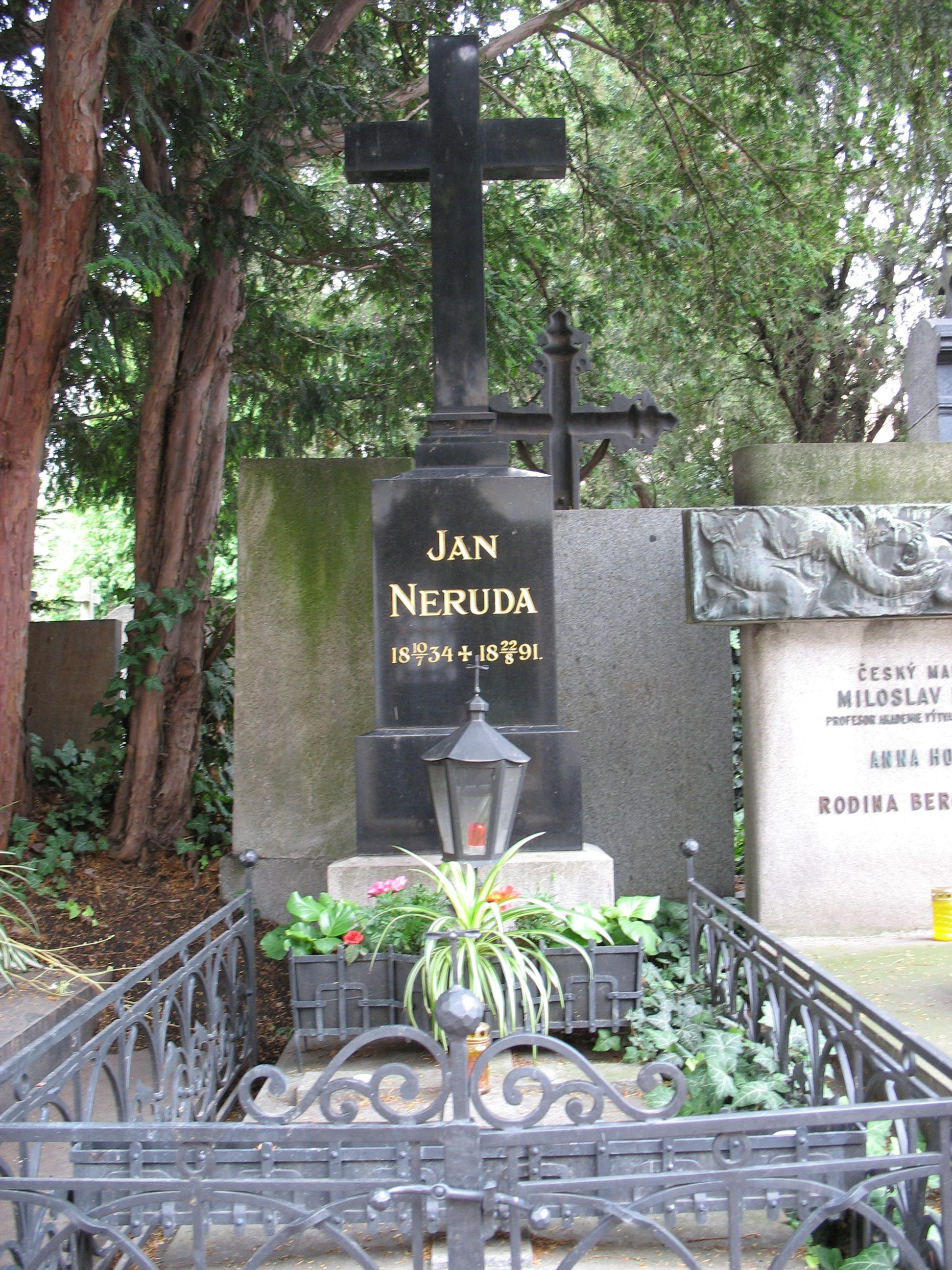
Nerudas Grab auf dem Vyšehrader Friedhof in Prag

Die Armut ist in allen Publikationen des Jan Neruda ein wiederkehrendes Motiv. Nostalgisch verklärende Elemente wechseln sich hierbei mit dem Gefühl von Bedrückung, Entfremdung und Lebendig-Begrabenseins ab. Ab den 1860er Jahren veröffentlichte er mehrere antijüdische Texte, und in der (an Richard Wagners Aufsatz Das Judenthum in der Musik angelehnten) Publikation Die Angst vor dem Judentum (Pro strach židovský) (1869) unterstellte Neruda den Juden eine aufgrund ihrer angeblichen Affinität zum Geld gefährliche, die ganze Welt bedrohende Macht, forderte die Völker auf, sich gegen diese „Gefahr“ (vor allem wirtschaftlich) enger zusammenzuschließen, und vertrat eine „Emanzipation weg vom Judentum“.
Der chilenische Nobelpreisträger für Literatur Neftali Ricardo Reyes Basualto wählte den Nachnamen seines Pseudonyms Pablo Neruda in Erinnerung an Jan Neruda.
Durch Jan Neruda wurde eine besondere Art von Realismus in die tschechischsprachigen Literatur des 19. Jahrhunderts eingeführt. Sein selbstbewusstes journalistisches Engagement drückte er – durchaus modern und allgemeingültig – mit den Worten aus:

„Es ist vor allem notwendig, dass wir lernen, die Menschen zu verstehen, dass wir ihre Nöte, Ihre Freuden und Leiden studieren, wir brauchen also zum Beispiel in der Hauptsache getreue Erzählungen aus dem Leben, Bilder von Menschen aller Schichten, Sammlungen wahrhaftiger Beispiele einer nicht erdachten und wirklichen Erfahrung.“

## Werke (Überblick)
- Neruda schrieb Gedichte, Reisebeschreibungen, Balladen, Romane, Kunstkritiken, aber auch ohne Erfolg Theaterstücke. Als gesammelte Texte, zuletzt herausgegeben vom Institut für tschechische Literatur und Literaturwissenschaft der Karls-Universität Prag in 49 Bänden, 1950 ff. Im Buchhandel nicht erhältlich.

- Friedhofsblumen. Gedichte in tschechischer Sprache, 1858.

- Als Journalist wird Jan Neruda auch als Erfinder des böhmisch-tschechischen Feuilleton bezeichnet. 1863 brachte er aus Paris das Buch Fünf Wochen im Ballon von Jules Verne mit. Er soll es für eine mitteilenswerte Kuriosität gehalten haben und übersetzte es unter dem Pseudonym J. Drn.

- Bilder aus dem alten Prag, tschechisch: Arabesky a Jiné. 1864, deutsch 1883/84, aktuelle Ausgabe: Geschichten aus dem alten Prag, Reclam, Stuttgart 1992, ISBN 3-15-008770-8, übersetzt von Josef Mühlberger und Hans Gärtner.

- Kleinseitner Geschichten, tschechisch: Povídky malostranské 1877, deutsch 1885; aktuelle Ausgabe übersetzt von Franz Jurenka, Vitalis, Furth im Wald 2005, ISBN 3-89919-016-5. Mit einem Nachwort von Hugo Rokyta und Illustrationen von Karel Hruška. Die Kleinseitner Geschichten sind Jan Nerudas bekannteste Veröffentlichung. Er zeichnete anhand seiner Erinnerungen ein Bild der Prager Kleinseite vor dem Slawenkongress und dem Prager Pfingstaufstand vom 2. bis 19. Juni 1848, den er als 14-Jähriger miterlebt hat, beschreibt das Leben der Kleinbürger zwischen den Palästen und den Hinterhöfen, schildert humorvoll deren Eigenschaften, kritisiert das örtliche Leben des Feudalismus und gibt Einblick in den beginnenden Panslawismus.

- Gimpfliche und schimpfliche Scherze, in tschechischer Sprache, 1877.

- Kosmische Lieder, in tschechischer Sprache, angeregt durch Lektüre des Schriftstellers Jules Verne, 1878.

- Karfreitagsgesänge, in tschechischer Sprache, 1896.

- Die Hunde von Konstantinopel: Reisebilder, DVA Stuttgart 2007, ISBN 978-3-421-05254-4, übersetzt von Christa Rothmeier (Tschechische Bibliothek).

Einige seiner Bücher enthalten Illustrationen von Adolf Kašpar.